# Faro del Puerto de la Cruz
El faro de Puerto de la Cruz es un faro situado al oeste del puerto de Puerto de la Cruz, en la costa norte de la isla de Tenerife, en el archipiélago de las Islas Canarias, España. Es uno de los siete faros que marcan el litoral de Tenerife, encontrándose entre el faro de la Punta del Hidalgo y el faro de Buenavista. Está gestionado por la autoridad portuaria de la provincia de Santa Cruz de Tenerife.

## Historia
El faro se terminó de construir en 1995 y entró en servicio en 1996. Está compuesto por una torre cuadrangular negra y otra interior cilíndrica a bandas rojas y blancas.